# B90

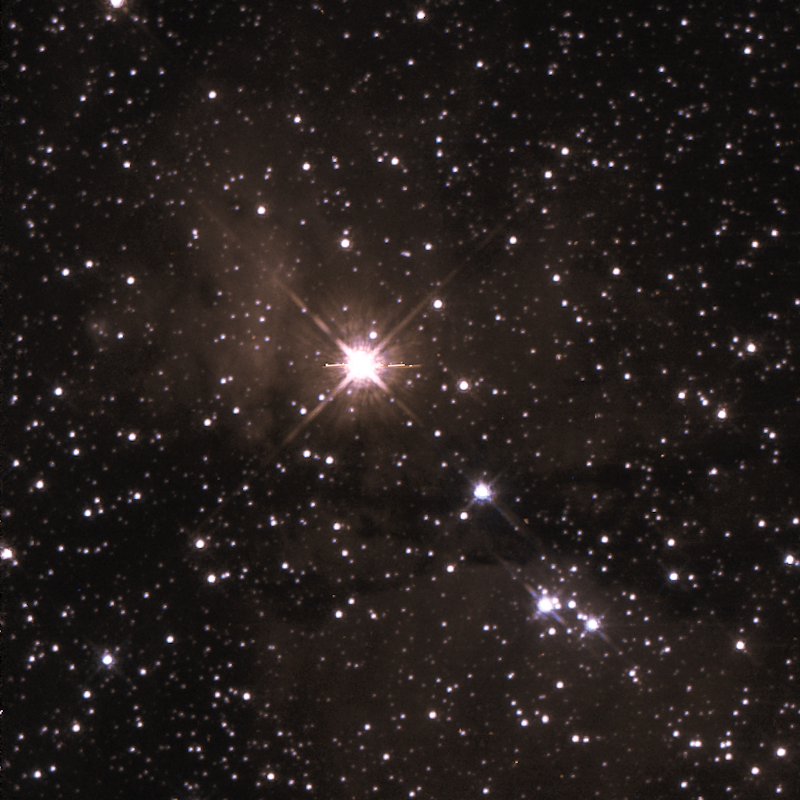
Hubbleteleskopets bild av B90, stjärnan kan ses nära mitten.

B90, även känd som [W60] B90, är en ensam stjärna i Stora magellanska molnet i södra delen av stjärnbilden Svärdfisken. Den har en skenbar magnitud av ca 14,3 och kräver ett kraftfullt teleskop för att kunna observeras. Baserat på parallax enligt Gaia Data Release 3 på ca 0,0457 mas beräknas den befinna sig på ett avstånd av ca 150 000 ljusår (ca 45 590 parsec) från solen. Den rör sig bort från solen med en heliocentrisk radialhastighet av ca 263 km/s.

## Observation
B90 upptäcktes 1956 av Karl Gordon Henize i en katalog över H-alfa-emissionsstjärnor och nebulosor i det stora magellanska molnet. Han betecknade den LHA 120-N 132E, vilket anger emissionslinjenebulosan 132E på plåt 120. LHA är ursprungligen LHα, vilket står för H-alfa-emissionsobjekt identifierade vid Lamont-Hussey Observatory.
B90 tros vara en av de största, mest lysande röda superjättarna i Stora magellanska molnet. Dess ljusstyrka uppmättes först till mer än 280 000 gånger solens och en radie på cirka 1 390 solradier, men en mer detaljerad studie angav dessa värden till 209 000 respektive 1 210.

## Egenskaper
Primärstjärnan B90 är en röd superjättestjärna i huvudserien av spektralklass M3-4 I liknande Betelgeuse.  Den har en massa av ca 25 solmassor, en radie av ca 1 210 solradier och utsänder energi från dess fotosfär motsvarande ca 209 000 gånger solen vid en effektiv temperatur av ca 3 600 K.
Stjärnan har en episodisk massförlust med en hög hastighet på 4,4 +5,1−1,7 × 10−6 solmassa/år och en nebulosa på cirka en parsec (ca 3 ljusår) som omger stjärnan. Nebulosan kan tyda på att stjärnan har en chockvåg, vilket ger bevis för att stjärnan genomgår en episodisk massförlust, vilket gör det mer troligt att detta är fallet för nästan alla röda superjättar. 
Variabiliteten av stjärnan och möjliga "stora dämpande" händelser är också förenliga med episodiska massförluster, liknande de för Betelgeuse och RW Cephei. Återuppjusningen av B90, precis som RW Cephei, tog dubbelt så lång tid som den för Betelgeuse, vilket skulle kunna tyda på ett samband mellan den tid det tog och radien för röda superjättar.
B90 har en mycket hög hastighet på (19 – 27) ± 11 km/s mot sin nebulosa, vilket bevisar att det är en "walkaway"-stjärna. Detta gör potentiellt möjligheten att den har en chockvåg mer sannolik.